# Istari
Istari su izmišljeni likovi iz fantastične trilogije J. R. R. Tolkiena "Gospodar prstenova". Oni su čarobnjaci koji su došli iz Valinora kako bi spriječili Saurona u njegovu zlu naumu, da pokori Međuzemlje.
Čim su stigli, Alatar i Pallando odlaze na istok. Njih su narodi Međuzemlja prozvali Ithryn Luin ili "Plavi čarobnjaci", jer su im odore bile morsko plave boje. Otišli su u najdalje dijelove Međuzemlja, daleko na istok i jug izvan númenórskog utjecaja, kao glasnici u neprijateljske zemlje. Ne zna se što im se dogodilo, vjerojatno su zakazali, ali sigurno ne na Sarumanov način. Priča se da su osnovali tajne čarobnjačke sekte i kultove magičnih tradicija koji su nadživjeli duga stoljeća nakon Sauronovog pada.
Radagast Smeđi je također zakazao u svojoj misiji. Sveopće je mišljenje da njegov neuspjeh nije tako težak kao Sarumanov ili onaj Plavih čarobnjaka. Radagast, četvrti po redu Istar, zaljubio se u zvijeri i ptice Međuzemlja i zaboravio vilenjake i ljude. Obitavao je u Rhozgobelu, u južnom dijelu Mrkodola i svoje je dane provodio brinući se za divlja, šumska stvorenja. On sigurno nikada nije postao zao iako su njegove ptice donosile informacije Sarumanu Bijelom kao vrhovnom čarobnjaku njihova reda, koje je ovaj iskoristio za izdaju. Vječita točnost i obavještenost Gwaihirovih orlova je vjerojatno bila Radagastova zasluga. Ne zna se što se dogodilo s Radagastom nakon kraja Trećeg doba, no pretpostavlja se da mu je nakon Rata za Prsten dopušten povratak u Valinor.
O Sarumanu i Gandalfu, prvom i posljednjem pristiglom Istaru, poznati su neki događaji iz raznih razdoblja njihova života. Mnoga su njihova djela opisana u Hobitu i Gospodaru Prstenova.